# Juraj Herz
Juraj Herz (Kežmarok, 4 settembre 1934 – Praga, 8 aprile 2018) è stato un regista slovacco, uno dei fondatori del movimento della Nová vlna.

## Biografia

### Infanzia in Slovacchia e deportazione
Herz nacque in una famiglia ebraica, che, come molte altre famiglie di Kežmarok, durante la Seconda guerra mondiale si convertì formalmente al cristianesimo e richiese il battesimo alla Chiesa evangelica slovacca, per sfuggire alla deportazione. Lo stesso Juraj Herz fu battezzato nel 1943, ma in seguito si dichiarò ateo.
La famiglia cercò di nascondersi nel villaggio tedesco di Eisdorf (oggi Žakovce), dove fu disinteressatamente aiutata dagli abitanti tedeschi locali. In seguito giunse notizia che gli Herz non avevano nulla da temere, pertanto fecero ritorno a casa, a Kežmarok. Giunti in città, furono immediatamente arrestati dalla Guardia di Hlinka e deportati al campo di concentramento di Ravensbrück, circa sei mesi prima della fine della guerra, e la famiglia fu divisa. Tutta la famiglia sopravvisse: la madre fu liberata dai britannici, il padre dagli americani e Juraj, che nel frattempo era stato trasferito al campo di concentramento di Sachsenhausen, fu liberato dai russi. Quando gli Herz fecero ritorno in patria il villaggio di Eisdorf non esisteva più e tutti i tedeschi erano stati trasferiti.
Le vicende del campo di concentramento segnano per Juraj una cesura netta che divide i ricordi dell'infanzia. Lui stesso dichiarò che dopo non era più un bambino: a Kežmarok vi era un solo cinema, quando venivano proiettati film vietati ai minori, un poliziotto all'ingresso vietava l'accesso a tutti i ragazzi, eccetto Herz; quando gli altri ragazzi gli chiesero perché, il poliziotto rispose che Herz poteva, perché aveva già vissuto tutto di persona.

### Formazione
Studiò fotografia alla Scuola di arte applicata di Bratislava. Nel 1954 superò l'esame d'ammissione ai corsi di recitazione dell'Alta scuola di arti musicali di Bratislava, ma il rettore Janko Borodáč lo avvertì che non potevano accettarlo, perché non c'era nessun ruolo del repertorio che avrebbero potuto affidargli. Si iscrisse allora alla facoltà di teatro dell'Accademia delle Arti dello Spettacolo di Praga, per studiare regia e teatro delle marionette. Lo accettarono nello stesso anno di corso di Jan Švankmajer, con cui dopo la guerra si era esibito per breve tempo in spettacoli di teatro sperimentale al teatro Semafor di Praga. Esordì come attore nel  film Každá koruna dobrá di Zbyňek Brynych; il regista si accorse del suo interesse e gli offrì un posto di aiuto regista, che Herz ebbe per due anni, lavorando ai film Transport z raja e Neschovávejte sa, keď prší. Per altri due anni lavorò come aiuto regista di Ján Kadár nei film Obžalovaný e Obchod na korze. Fu per l'intervento di Kadár presso gli studi Barrandov che riuscì a girare il suo primo film Zberné surovosti.

### Anni Sessanta
La prima offerta per una regia cinematografica la ricevette verso la metà degli anni 1960 da Jaromil Jireš, che gli propose il film Perličky na dne su sceneggiatura del recentemente scoperto Bohumil Hrabal, a cui diversi registi della cosiddetta Nová vlna, studenti dell'Accademia, dovevano contribuire con singoli cortometraggi. Fin dall'inizio sorsero problemi: tutti gli studenti tranne Jireš e Schorm si tirarono indietro, Kadár dovette garantire per lui, Herz dovette cercarsi il suo cameraman, con cui poté iniziare le riprese di un suo film, che intitolò Zberné surovosti. Dato che la collaborazione con Kadár e con Bohumil Hrabal era considerata vantaggiosa, iniziò a negoziare le riprese di un film basato sul racconto Treni strettamente sorvegliati, ma l'opportunità svanì.
Zberné surovosti eccedeva il minutaggio previsto per i cortometraggi di 30 minuti, cosicché divenne un film a sé stante, e paradossalmente ciò gli fece avere più spettatori, perché Perličky na dne non ne aveva avuti molti.
Il suo primo lungometraggio Znamení Raka ("Il segno del cancro") fu la trasposizione cinematografica del romanzo Posledná večera ("L'ultima cena") scritto nel 1966 dall'infermiera e scrittrice Hana Bělohradská. Il libo presenta l'ambiente ospedaliero popolato di medici alcolizzati, personale protetto da comunisti in posizioni dominanti e professori senescenti, che determinano la politica sanitaria. Un tale film sfiorò il disastro. Il protagonista fu ricoverato in una clinica per alcolizzati prima della postproduzione e il suo doppiaggio fu sostenuto da Jiří Sovák. I medici erano indignati per la figura del medico comunista non qualificato Ilja Prachař e protestarono contro il film. Evitò il divieto del film il dottor Charvát, influente direttore della casa cinematografica, che sebbene ritenesse che il film mostrasse cose che i pazienti non avrebbero dovuto vedere, lo considerava artisticamente valido. Tuttavia la commissione di autorizzazione intervenne pesantemente, tagliando la maggior parte delle scene con un significato sessuale. Nel 1968 Herz girò di nuovo le scene tagliate in Italia, finanziato da un produttore italiano, ma non riuscì a condurre a termine il montaggio e la versione integrale del film non vide mai la luce.
A Znamení Raka seguì l'anno dopo la commedia musicale Kulhavý ďábel ("Il diavolo zoppo"), in cui interpretò anche il ruolo del protagonista Asmodeo. Il film fu nuovamente bersaglio della commissione di autorizzazione: la sceneggiatura fu stravolta a tal punto, che Herz voleva rifiutarsi di girarlo, ma fu costretto dalla casa di produzione.

### Spalovač mrtvol
Forse il suo film più celebre fu Spalovač mrtvol ("L'uomo che bruciava i cadaveri"), ricavato dal romanzo omonimo di Ladislav Fuks, dal quale in realtà ereditò il titolo, ma il contenuto fu ampiamente rimaneggiato, in due anni di revisione della sceneggiatura con lo stesso Fuks. Durante la preparazione, le riprese e la postproduzione del film, per la prima volta nella sua carriera, ebbe carta bianca, e poté girare il film secondo le sue idee di commedia horror.
Dopo poche settimane il film finì in un caveau. All'improvviso era diventato di straordinaria attualità, perché parlava di un conformista e dell'indifferenza della gente attorno a lui. Dopo la repressione della Primavera di Praga i tipi più richiesti erano proprio i conformisti. E quindi il film fu ritirato.
Con Fuks preparò altre due sceneggiature, una dal libro Příběh kriminálního rady, per cui pensavano di affidare il ruolo di padre e figlio a Rudolf Hrušínský e a suo figlio Jan, l'altra basata sul romanzo Myši – Natálie Mooshabrovej. I comunisti invece posero il veto alla collaborazione tra il regista e lo scrittore.

### Normalizzazione
Dopo Spalovač mrtvol incominciò l'era buia della normalizzazione. Ricevette l'offerta di girare il telefilm slovacco Sladké hry minulého leta. Di nuovo sorsero problemi. La maggioranza degli attori era alcolizzata. Dopo che il film vinse al Festival della televisione di Monte Carlo il premio per la miglior regia e per il miglior cameraman (Dodo Šimončič), ebbe un premio in denaro di 10 000 franchi svizzeri. La televisione di Stato cecoslovacca decise di confiscargli il premio il denaro.
Poté poi girare per Barrandov il film apolitico Petrolejové lampy ("Lampade a petrolio"), ricavato dal romanzo omonimo di Jaroslav Havlíček. Tuttavia, gli fu censurata la scena in cui Štěpa tira sulle spalle il padre gravemente malato dopo che non si è suicidato. Scelse come protagonista Iva Janžurová, che considerava la migliore attrice ceca, nel ruolo del protagonista e che aveva conosciuto per Znamení raka.
Decise poi di girare un film ispirato al romanzo Džessi i Morgiana di Aleksandr Grin. La storia di Grin parla di due sorelle, una buona e l'altra cattiva, ma lui stesso ha esteso la storia in modo che una delle sorelle si sveglia nel mezzo del film e scopre di non avere una sorella e di non averne mai avuta una. Il comitato di approvazione è intervenuto contro questa versione che presentava una persona schizofrenica e impose che la sceneggiatura del film  Morgiana dovesse corrispondere alla trama del romanzo. Le riprese risultano forzate e il film che ne risultava non gli piaceva. L'usò principalmente come un'opportunità per provare trucchi cinematografici nelle scene in cui entrambe le sorelle si incontrano. Il regime non gli diede il permesso di girare altri film, perché i critici giudicavano Herz troppo sadomasochista, morboso e spaventoso. Lavorò per la televisione di stato cecoslovacca per due anni e poté riprendere a girare film solo dopo che la delegazione sovietica a Praga lo elogiò dopo la proiezione di Morgiana.
La caduta del divieto di girare soggiaceva a una condizione: avrebbe dovuto realizzare un film sull'ambiente operaio. Nel 1974 ha risolto questo problema con la trasposizione cinematografica del libro Inventura u Svetlušiek ("Inventario da Svetlušky") dell'autrice Jaromíra Kolárová con il titolo Holky z porcelánu ("Ragazze di porcellana"). Anche questo film non fu esente da problemi. Durante il processo di approvazione, la commissione lo rimproverò per aver inserito le prostitute fra i rappresentanti della classe operaia e gli vietarono ulteriori collaborazioni con la Kolárová. Tuttavia, il successo di pubblico per Holky z porcelánu fu eccellente, quindi fu perdonato e gli fu permesso di girare film senza conflitti: fiabe, commedie.
Aveva usato il film precedente per scoprire la giovane attrice Dagmar Veškrnová. Gli piaceva e lo scritturò nella sua nuova commedia poliziesca Holka na zabití ("Una ragazza per uccidere"). Tuttavia, una loro ulteriore collaborazione al progettato film Automatická holka ("Ragazza automatica"), fu impedita da un nuovo divieto di riprese.
Ottenne un altro lavoro quando nel 1976 accettò la sceneggiatura offerta per il film Den pro mou lásku ("Un giorno per il mio amore"), che era già stata rifiutata da sei registi perché brutta.
Per evitare di fare film politicamente impegnati, mise in scena due fiabe. Gli fu offerta una sceneggiatura per una nuova versione di Kráska a zvíře ("La bella e la bestia"), che voleva fare per avere l'opportunità di sfruttare la scena dell'orrore. Ribattezzò il film Panna a netvor ("La vergine e il mostro") per dare la parvenza di una fiaba innocente. Il budget era alto, quindi ha girato un'altra fiaba, Deviate srdce ("Il nono cuore"), nella stessa ambientazione. Le riprese di entrambi durò 90 giorni tra il 1978 e il 1979.
Diresse la commedia Buldoci a třešně ("Bulldog e ciliegie") per motivi economici, poiché lo stipendio di un regista di terza classe agli studi Barrandov non era sufficiente per sostenere la famiglia. Sebbene avesse uno stipendio regolare anche quando non girava, non era abbastanza per la famiglia. Gli fu chiesto di filmare dall'ex ministro dell'Interno. Il ministro gli permise di girare in Olanda, Austria e Italia. Vi recitarono molti attori comici cechi, come Šimek, Sobota e Bohdalová. Jiří Hrzán morì tragicamente durante le riprese.
Lo scrittore Josef Nesvadba gli offerse di ricavare un film dal suo racconto Upír LTD, e nel 1981 realizzò l'horror Upír z Feratu ("Il vampiro di Ferat"). Il titolo ricalca il celebre Nosferatu il vampiro. Anche questo film fu sottoposto a pesanti tagli dalla censura comunista.
Nel 1984 realizzò il film Straka v hrsti ("La gazza in mano"). La sceneggiatura originale era stata scritta dall'autore allora bandito Antonín Přidal. L'approvazione della sceneggiatura e le successive riprese avvennero senza intoppi, il regista ebbe un budget di circa 20 milioni di corone, a fronte dei 4 richiesti. Dopo che divenne chiaro che non si trattava di un'altra favola medievale, ma di una satira medievale stilizzata molto difficile da digerire, il film incontrò problemi nella fase di postproduzione. Giacque in una cassaforte per 13 anni.
Vietare il film è stata l'ultima goccia per il regista, che decise di lasciare il paese. Fu nuovamente colpito dal divieto di fare film, ma nel frattempo ricevette dalla Slovacchia un'offerta per realizzare la commedia Sladké starosti ("Dolci preoccupazioni"), che divenne la più famosa commedia slovacca di sempre.

### Zastihla mě noc
Herz si imbatté in una sceneggiatura di Jaromíra Kolárová, con la quale gli era stato proibito di collaborare. Era affascinato da una parola: Ravensbrück. Lo riportava al campo di concentramento nazista, in cui era stato internato da bambino, quindi volle fare uno sforzo per fare un film proprio su questo argomento. Dovette convincere il direttore degli studi Barrandov e i registi che erano già stati selezionati per il film - Jireš e Balík. La sceneggiatura descriveva le vicende della comunista Jožka Jabůrková, ma lui stesso ha riscritto la sceneggiatura in modo tale che, piuttosto che il destino di Jabůrková, ricordasse le vicende di Milena Jesenská, e secondo questa sceneggiatura, girò il film Zastihla mě noc ("Mi ha sorpreso la notte"). Il film ottenne un notevole successo anche in Occidente. Dieci anni dopo, Steven Spielberg ne copiò per La lista di Schindler la scena delle donne che andavano alle docce, temendo che fosse una camera a gas.
In quel periodo si stava già preparando a emigrare in Germania ovest. Doveva ancora girare una fiaba di co-produzione Galoše šťastia ("Le galosce della felicità"). Durante le riprese, incontrò la sua seconda moglie Tereza Pokorná. Le disse che voleva emigrare. Realizzò una serie TV per soldi, perché non sapeva come sarebbe stato in Germania.

### Carriera in Germania
Aveva collaborato con i tedeschi già pria dell'emigrazione. Incominciarono a lavorare a una coproduzione slovacca per la fiaba Galoše šťastia. Emigrò nel 1987. Il suo lavoro in Occidente, a differenza di quello in Cecoslovacchia, non suscitò clamorose reazioni. Diresse due episodi della serie televisiva Il commissario Maigret (Maigret e il condannato a morte – 1994, e Maigret tende una trappola – 1995), qualche telefilm, le fiabe di Hlúpa Augustína ("La sciocca Agostina"), Žabí kráľ (in cui collaborò  con Jan Švankmajer) e la fiaba coprodotta con la Repubblica Ceca Cisárove nové šaty.

### Il ritorno nella Repubblica Ceca
Dopo Cisárove nové šaty il produttore ceco Karel Dirka gli offrì di adattare il libro Pasáž di Karel Peck. Il problema era trovare una buona sceneggiatura; inizialmente tentò uno sceneggiatore tedesco, ma il risultato non lo convinse e ricorse allora a Lubor Dohnal, ma non funzionò. Queste difficoltà si protrassero per due anni e il produttore si ritirò. Incontrò poi un produttore francese, per il quale aveva diretto gli episodi della serie di Maigret, che gli offrì di fare un film sullo stesso libro. Rifiutò, ma alla fine cambiò idea. Tentò a lavorare con uno sceneggiatore francese e interpretò il film come una storia kafkiana senza il significato politico del libro. Alla fine decise di scrivere lui stesso la sceneggiatura. Lui stesso disse che Pasáž e Spalovač mrtvol erano gli unici due film della sua carriera in cui nessuno aveva interferito nelle sue riprese o nella postproduzione.
Nella Repubblica Ceca la risposta del pubblico fu negativa, il film fu proiettato nelle sale, a causa di una cattivo distribuzione, solo per una settimana. All'estero invece ebbe successo. Ricevette offerte per altri progetti in Francia e in Lituania. La prima di Pasáž portò all'organizzazione di retrospettive della sua carriera. Il rinnovato interesse per i suoi vecchi film portò ad un aumento della popolarità internazionale di Spalovač mrtvol, che divenne persino il secondo film più visto dell'anno in Francia.
Tuttavia, non accettò altre proposte fino al 2008. Si trattò questa volta di un film horror basato su una sceneggiatura di Martin Němec, originariamente chiamato Tma, ma ribattezzato T.M.A. durante le riprese.

## Filmografia

### Attore
- 1961: Každá koruna dobrá
- 1962: Transport z ráje (nel ruolo di Mylord)
- 1962: Neschovávejte sa když prší
- 1964: Kdyby tisíc klarinetů (nel ruolo di Kyncl)
- 1964: Limonádový Joe aneb Koňská opera
- 1964: Volejte Martina (nel ruolo di Charland)
- 1965: Obchod na korze ("Il negozio al corso")
- 1966: Le pipe (Dýmky) (nel ruolo di William Poker)
- 1966: Slečny přijdou později
- 1975: Pacho, hybský zbojník (nel ruolo del maggiore Kuntz)
- 1977: Což takhle dát si špenát (nel ruolo di Netušil)

### Regista
- 1967: Znamení Raka
- 1968: Kulhavý ďábel
- 1968: Spalovač mrtvol (L'uomo che bruciava i cadaveri)
- 1969: Sladké hry minulého leta
- 1971: Petrolejové lampy
- 1971: Touha Sherlocka Holmese
- 1972: Morgiana
- 1974: Holky z porcelánu
- 1975: Holka na zabiti
- 1976: Den pro mou lásku
- 1978: Deváté srdce
- 1978: Panna a netvor  (Giulia e il mostro)
- 1979: Křehké vztahy
- 1981: Buldoci a třešně
- 1981: Upír z Feratu
- 1982: Straka v hrsti
- 1984: Sladké starosti
- 1985: Zastihla mě noc
- 1986: Galoše šťastia
- 1988: Liebe ist stärker als der Tod
- 1990: Žabí kráľ (Il principe ranocchio)
- 1991: Die Drahtseibahn
- 1991: Wolfgang A. Mozart
- 1993: Hlúpa Augustína
- 1994: Cisárové nové šaty
- 1996: Pasáž
- 2004: Černí baroni
- 2005:	Miluj bližního svého
- 2006:	Záhada starého talismanu
- 2008:	Dívka a kouzelník
- 2009:	T.M.A.
- 2010:	Habermannův mlýn
- 2014: Čestný občan